# Gare des Bossons
La halte des Bossons est une halte ferroviaire française, située aux Bossons, sur la commune de Chamonix-Mont-Blanc, en Haute-Savoie.

## Situation ferroviaire
Ce point d'arrêt SNCF est situé au point kilométrique (PK) 15,672 de la ligne Saint-Gervais - Vallorcine.

## Service voyageurs

### Accueil
La halte des Bossons ne dispose pas de bâtiment voyageurs. Un parking est situé à proximité.

### Desserte
La halte des Bossons est desservie par des trains de la SNCF et de la région Auvergne-Rhône-Alpes qui assurent des services TER Auvergne-Rhône-Alpes qui desservent les gares entre Saint-Gervais-les-Bains-Le Fayet et Vallorcine.

### Intermodalité
La gare est desservie par la ligne Y82 des Cars Région Haute-Savoie.